# テオドール・ヘルツル
テオドール・ヘルツル（ヘブライ語: בנימין זאב הרצל（Binyamin Ze'ev Herzl、ビニャミン・ゼエヴ・ヘルツェル）、ハンガリー語: Herzl Tivadar、ドイツ語: Theodor Herzl、1860年5月2日 - 1904年7月3日）は、19世紀後半ハプスブルク君主国時代のユダヤ人のジャーナリスト。「近代シオニズムの父」として知られる。

## 生涯
1860年クロアチア出身の両親の元、ハンガリー（当時はハプスブルク帝国の一部）のブダペストで生まれた。1878年、プロテスタント系のギムナジウムを卒業した後18歳でウィーンに移り、法律・ジャーナリズム・文学をウィーン大学で学んだ。
当初はコスモポリタン的なドイツ文化の教養を身につけて、高尚な貴族文化に憧れる穏健な教養人であり、同化主義者でもあった。ウィーンの自由主義的な新聞『ノイエ・フライエ・プレッセ』（Neue Freie Presse）の記者となり、1891年から特派員としてフランスのパリで生活する。当地でユダヤ人に対する偏見を目にするが、とりわけ1894年に起きたドレフュス事件は、ヘルツルの生涯にとって一大転機となった。取材を通じて反ユダヤ主義がいまだ根強いことにショックを受けたうえ、同化主義の限界を痛感したからである。その後、ヨーロッパ（ロシアを含む）の各地で萌芽状態にあったシオニズム運動をまとめ、一つの政治運動へと統合する過程で（後述）中心人物となっていった。シオニズム自体はヘルツルの独創ではないとされるが、ひとつの民族（国民）としてのユダヤ人が、自前の国家を建設することによってユダヤ人の問題を解決するという考え方を明確に提示した。
その一方で、1893年にキリスト教社会党党首で反ユダヤ主義を主張するカール・ルエーガーがウィーン市長に選ばれたことにも衝撃を受けることとなった。ヘルツルは、「ユダヤ人の間には一種の絶望感が漂っている」と日記に記した。同じ頃の東ヨーロッパでのユダヤ人迫害（ポグロム）、また、当時のオーストリアにおけるルエーガーやゲオルク・フォン・シェーネラーによる反ユダヤ主義的な大衆運動に接することによって、彼の態度が鮮明になったといわれる。またモーゼス・ヘスの影響も受けたとされている。

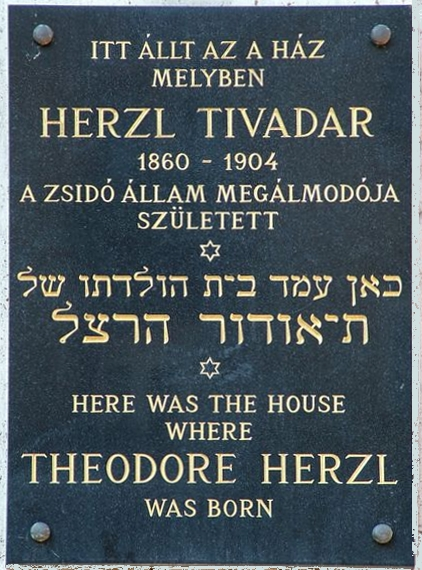
ヘルツル生誕の地,Dohány街シナゴーグ,ブダペスト

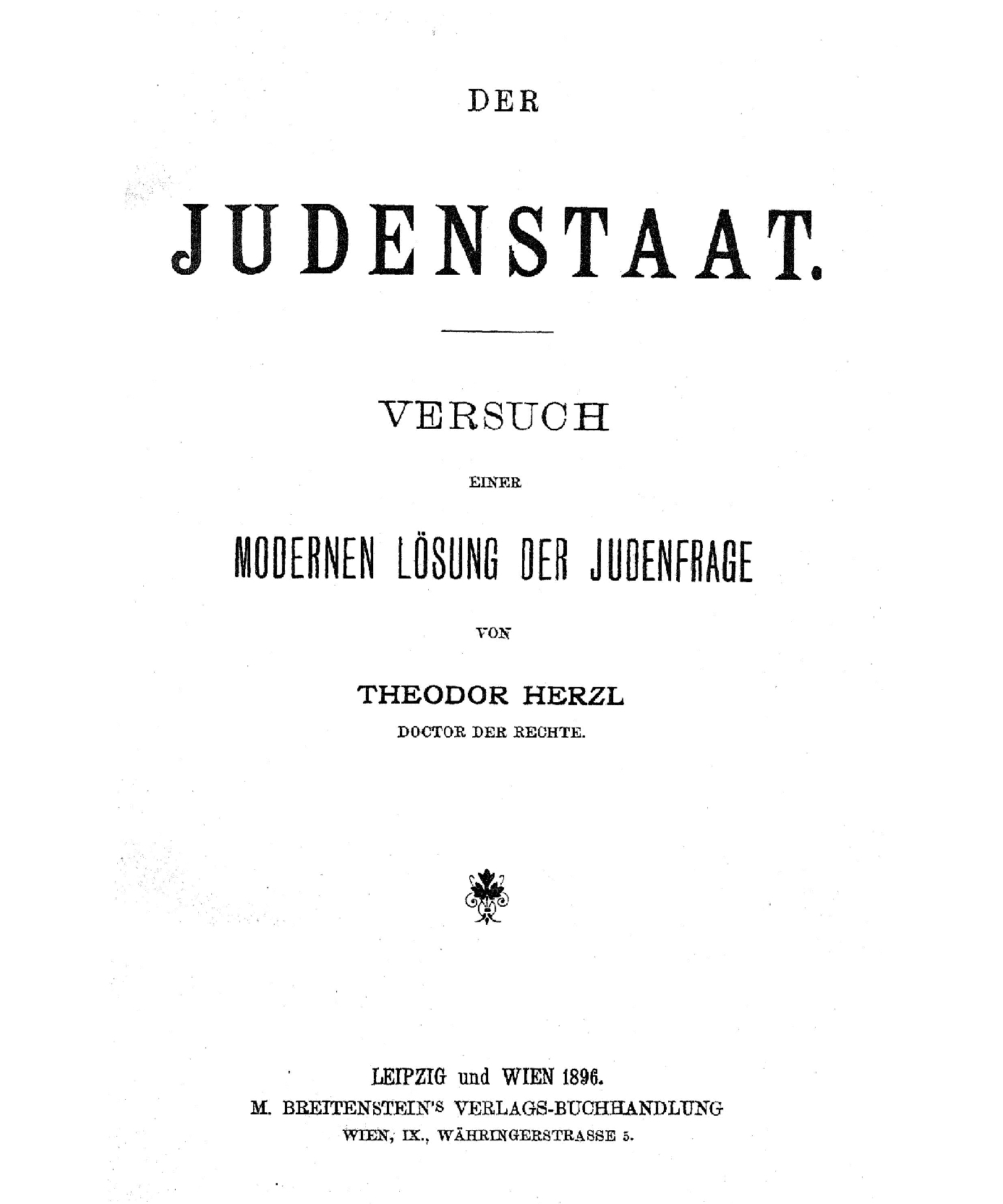
『ユダヤ人国家』

1896年、シオニズム運動のさきがけをなす著作『ユダヤ人国家』を出版した。ここでは、ユダヤ人国家像と国家建設のプログラムを詳細に記されている。
翌1897年、スイスのバーゼルにおいて最初のシオニスト会議をひらいた。第1回シオニスト会議では、各国のユダヤ評議会によって選出された代表200人が参加したが、ヘルツルの威厳のある立居振舞いは「ユダヤ人の王」とさえ呼ばれるほどであったという。
また、彼は小説『古く新しい国』（1902年）の冒頭に「もしあなたが望むなら、それはお伽噺ではない」と書いて、ユダヤ人国家の建設を主張している。ユダヤ人国家の建設地としては、必ずしも聖地エルサレムがあるパレスチナにこだわらず、南アメリカのアルゼンチンや、アフリカのウガンダも候補地にしていた。
1904年に心臓病により44歳で死去したが、その遺志は多くのユダヤ人に受けつがれることとなった。

## 死後の顕彰・関連
- 1968年発行の旧100イスラエル・リラ紙幣から1978年発行の旧10シェケル紙幣まで肖像が使用されていた。
- ライフ誌が1999年に選んだ「この1000年で最も重要な功績を残した世界の人物100人」に選ばれている。

## 著作（日本語訳）
- 『ユダヤ人国家：ユダヤ人問題の現代的解決の試み』佐藤康彦訳、法政大学出版局〈叢書・ウニベルシタス〉、1991年。ISBN　978-4-588-00330-1 / 新装版、2011年。ISBN　978-4-588-09946-5
- 『古くて新しい国：ユダヤ人国家の物語』村山雅人訳、法政大学出版局〈叢書・ウニベルシタス〉、2024年。ISBN　978-4-588-01168-9